# Мило Дор
Мило Дор (на немски: Milo Dor) е австрийски писател от сръбски произход, преводач и литературен посредник.

## Биография
Мило Дор – псевдоним на Милутин Дорословац – е роден в Будапеща в дома на хирург и притежателка на козметичен салон. Израства в Банат и по-късно в Белград, където учи в гимназия. Още като ученик става член на Комунистическия младежки съюз и прави опити да пише поезия на сърбохърватски език. През 1940 г. е изключен от училище, понеже организира ученическа стачка. През 1941 г. успява да положи матура като извънреден ученик.
Мило Дор взима активно участие в съпротивителното движение срещу немската окупация. През март 1942 г. е арестуван от белградската Специална полиция, подчинена на немското Гестапо, пратен е в затвора и в лагер, където е изтезаван. През 1943 г. немците го депортират във Виена като чуждестранен работник. През 1944 г. отново го арестуват и затварят.
След края на Втората световна война Мило Дор остава в Австрия. До 1949 г. следва театрознание и романистика във Виенския университет и същевременно работи като журналист с немски език. Получава подкрепа от Франц Теодор Чокор и Ерих Кестнер. От 1951 г. е член на свободното литературно сдружение Група 47.
Първият, документално разработен, роман на Мило Дор „Мъртъвци в отпуска“ (Tote auf Urlaub) от 1952 г. намира добър отзвук. Дор се издържа само от писане, затова е извънредно продуктивен – пише за радиото и телевизията, редактира сборници и неуморно превежда. Ето защо литературното му качество постепенно спада.
Мило Дор умира през 2005 г. от инфаркт и е погребан в почетен гроб във Виенското централно гробище.

## Награди и отличия
- Mitglied des Österreichischen PEN-Clubs und langjähriger Präsident der Interessengemeinschaft Österreichischer Autoren
- 1962: „Австрийска държавна награда за литература“
- 1972: „Награда Антон Вилдганс“
- 1977: „Литературна награда на Виена“
- 1980: „Австрийска награда за художествена литература“
- 1983: Österreichisches Ehrenkreuz für Wissenschaft und Kunst
- 1988: Ehrenmedaille der Bundeshauptstadt Wien in Gold
- 1989: Österreichischer Staatspreis für Verdienste um die Österreichische Kultur im Ausland
- 1990: „Почетна награда на австрийските книгоиздатели за толерантност в мислите и действията“
- 1998: „Награда Андреас Грифиус“
- 2001: Bruno-Kreisky-Preis für das politische Buch
- 2003: Großes Silbernes Ehrenzeichen für Verdienste um die Republik Österreich
- 2004: Goldenes Ehrenzeichen für Verdienste um das Land Wien[2]
- 2006: Theodor-Kramer-Preis (posthum)